# St. Johannes Baptist und Laurentius (Gutenstetten)

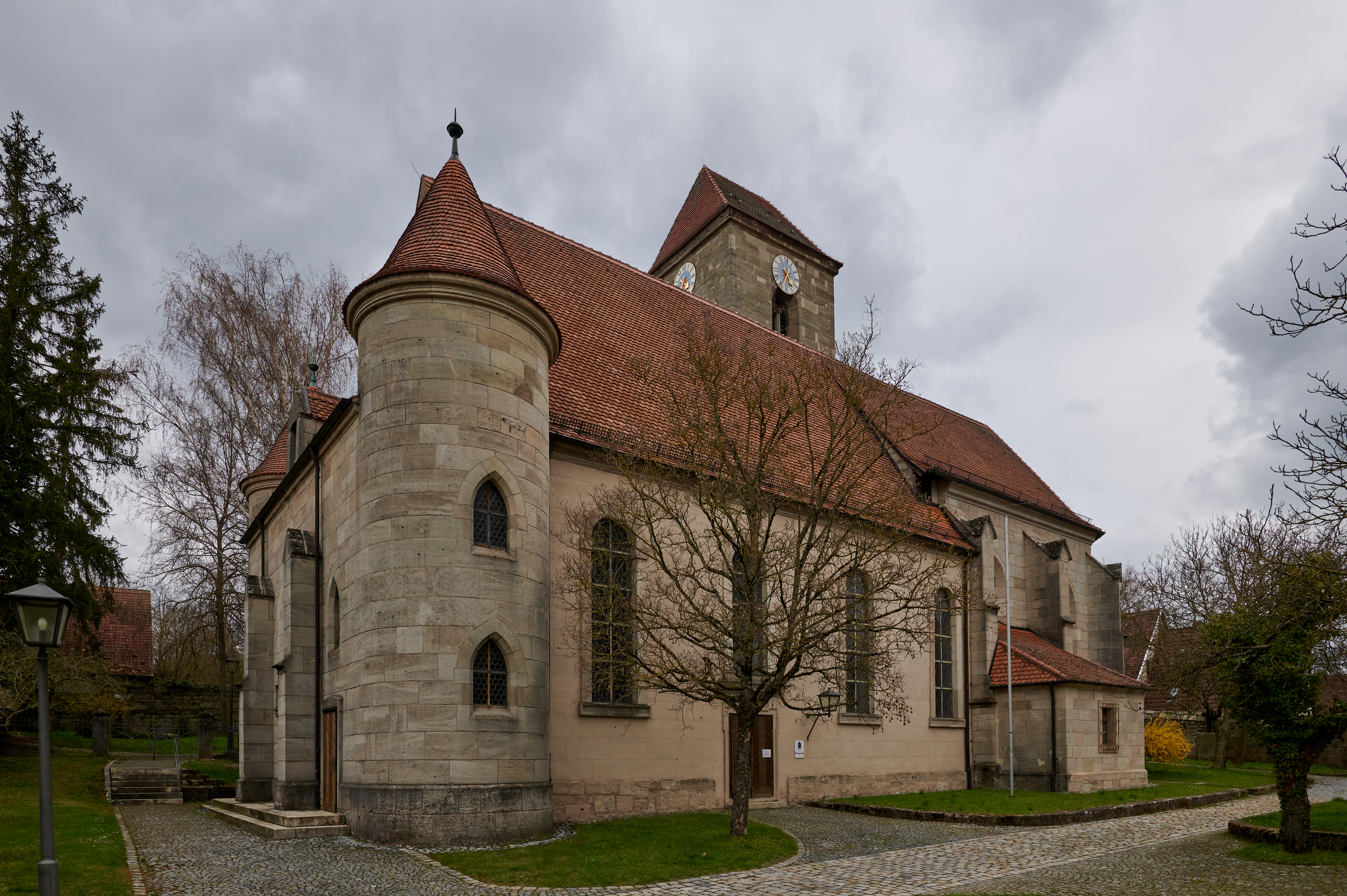
St. Johannes Baptist und Laurentius (Gutenstetten)

Die evangelische, denkmalgeschützte Pfarrkirche St. Johannes Baptist und Laurentius steht in Gutenstetten, einer Gemeinde im Landkreis Neustadt an der Aisch-Bad Windsheim (Mittelfranken, Bayern). Das Bauwerk ist unter der Denkmalnummer D-5-75-128-7 als Baudenkmal in der Bayerischen Denkmalliste eingetragen. Die Pfarrei gehört zum Evangelisch-Lutherischen Dekanat Neustadt an der Aisch im Kirchenkreis Nürnberg der Evangelisch-Lutherischen Kirche in Bayern.

## Architektur und Ausstattung

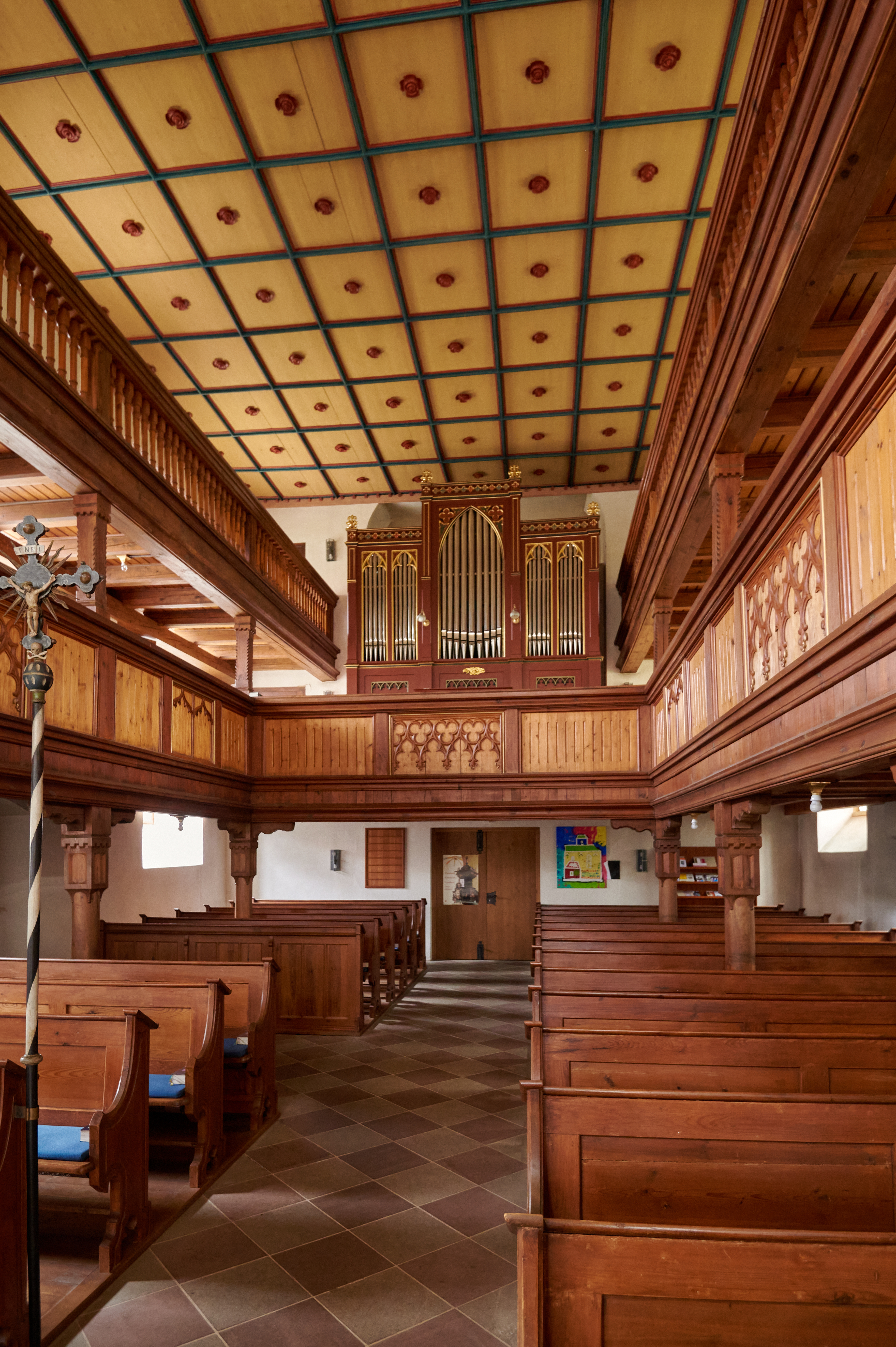
Langhaus mit Blick zur Orgelempore

Das Langhaus der Saalkirche aus Quadermauerwerk wurde von 1658 bis 1661 errichtet. Sein Innenraum ist mit einer Kassettendecke überspannt und hat an den Längsseiten zweigeschossige Emporen. Der mit Strebepfeilern gestützte Chor mit 5/8-Schluss im Osten, in dem sich ein Sakramentshaus aus der Bauzeit befindet, und der mit einem Walmdach bedeckte viergeschossige Chorflankenturm an dessen Nordwand aus wurden zwischen 1493 und 1511 erbaut. 1903/04 wurde dem Langhaus im Westen ein Anbau mit Treppentürmen an den Ecken vorgesetzt. Die Sakristei wurde 1906 im Süden des Chors angebaut. Zur Kirchenausstattung gehört ein 1511 gebauter Flügelaltar. In der Predella ist die Taufe Jesu dargestellt, auf den beweglichen Flügeln sind die vier Kirchenväter zu sehen. Die Orgel auf der eingeschossigen Empore an der Schmalseite hat 15 Register, zwei Manuale und Pedal und wurde 1880 von G. F. Steinmeyer & Co. erbaut.